# Lijst van voetbalinterlands Cambodja - Thailand
Deze lijst van voetbalinterlands is een overzicht van alle officiële voetbalwedstrijden tussen de nationale teams van Cambodja en Thailand. De landen hebben tot op heden zeventien keer tegen elkaar gespeeld. De eerste ontmoeting, een vriendschappelijke wedstrijd, vond plaats op 1 september 1957 in Shah Alam (Maleisië). Het laatste duel, een groepswedstrijd tijdens de Zuidoost-Azië Cup 2024, werd gespeeld in Bangkok op 20 december 2024.

## Wedstrijden
| №  | Plaats       | Datum             | Competitie                      | Wedstrijd                 | Uitslag |
| -- | ------------ | ----------------- | ------------------------------- | ------------------------- | ------- |
| 1  | Shah Alam    | 1 september 1957  | Vriendschappelijk               | Thailand − Cambodja       | 3 − 0   |
| 2  | Kuala Lumpur | 1 september 1964  | Vriendschappelijk               | Thailand − Cambodja       | 1 − 0   |
| 3  | Seoel        | 5 mei 1971        | Vriendschappelijk               | Thailand − Khmerrepubliek | 4 − 3   |
| 4  | Bangkok      | 21 mei 1971       | Azië Cup 1972 kwalificatie      | Thailand − Khmerrepubliek | 1 − 1   |
| 5  | Bangkok      | 1 juni 1971       | Azië Cup 1972 kwalificatie      | Thailand − Khmerrepubliek | 4 − 2   |
| 6  | Jakarta      | 12 juni 1971      | Vriendschappelijk               | Khmerrepubliek − Thailand | 3 − 0   |
| 7  | Shah Alam    | 12 december 1971  | Zuidoost-Aziatische Spelen 1971 | Khmerrepubliek − Thailand | 1 − 1   |
| 8  | Bangkok      | 19 mei 1972       | Azië Cup 1972                   | Thailand − Khmerrepubliek | 2 − 2   |
| 9  | Jakarta      | 12 juni 1972      | Vriendschappelijk               | Thailand − Khmerrepubliek | 0 − 2   |
| 10 | Seoel        | 24 september 1972 | Vriendschappelijk               | Thailand − Khmerrepubliek | 0 − 0   |
| 11 | Kuala Lumpur | 6 augustus 1973   | Vriendschappelijk               | Thailand − Khmerrepubliek | 4 − 1   |
| 12 | Saigon       | 3 november 1974   | Vriendschappelij                | Khmerrepubliek − Thailand | 2 − 2   |
| 13 | Bangkok      | 18 december 1974  | Vriendschappelijk               | Thailand − Khmerrepubliek | 1 − 0   |
| 14 | Chiang Mai   | 12 december 1995  | Zuidoost-Aziatische Spelen 1995 | Cambodja − Thailand       | 0 − 9   |
| 15 | Jakarta      | 12 oktober 1997   | Zuidoost-Aziatische Spelen 1997 | Thailand − Cambodja       | 4 − 0   |
| 16 | Pathum Thani | 2 januari 2023    | Zuidoost-Azië Cup 2022          | Thailand − Cambodja       | 3 − 1   |
| 17 | Bangkok      | 20 december 2024  | Zuidoost-Azië Cup 2024          | Thailand − Cambodja       | 3 − 2   |

## Samenvatting
| Competitie                 | Totaal gespeeld | Winst Cambodja | Gelijk | Winst Thailand | Doelsaldo Cambodja – Thailand |
| -------------------------- | --------------- | -------------- | ------ | -------------- | ----------------------------- |
| Azië Cup                   | 1               | 0              | 1      | 0              | 2 − 2                         |
| Azië Cup-kwalificatie      | 2               | 0              | 1      | 1              | 3 − 5                         |
| Zuidoost-Azië Cup          | 2               | 0              | 0      | 2              | 3 − 6                         |
| Zuidoost-Aziatische Spelen | 3               | 0              | 1      | 2              | 1 − 14                        |
| Vriendschappelijk          | 9               | 2              | 2      | 5              | 11 − 15                       |
| Totaal                     | 17              | 2              | 5      | 10             | 20 − 42                       |

Wedstrijden bepaald door strafschoppen worden, in lijn met de FIFA, als een gelijkspel gerekend.